# Nikos Kourkoulis
Nikos Kourkoulis (grekiska: Νίκος Κουρκούλης), född och uppvuxen i Kavala i norra Grekland, är en grekisk sångare.

## Biografi
Hela hans familj var väldigt engagerade inom musiken. Hans farföräldrar brukade spela bouzouki och hans fader gitarr, och på så sätt lärde sig även Nikos att spela. När han var 13 år sjöng han på partyn och bröllop. Vid 16 års ålder blev han erbjuden att sjunga på klubbar. När han var 18 begav han sig till Thessaloniki och började uppträda tillsammans med välkända grekiska musiker. Han flyttade senare till huvudstaden Aten och släppte 1997 sitt första album, "Kindynos". Han har släppt åtta studioalbum, det senaste år 2008, med titeln "Toses Meres Toses Nihtes" och bland låtarna Den Mporo (Ena-Ena), Nikotini och Lene Tosa.
Under sommaren och hösten 2005 turnerade Kourkoulis i Nordamerika och Australien med Helena Paparizou.

## Diskografi
- Kindynos (1997)
- Magika Taxidia (1997)
- Pezeis Me Ti Floga (1998)
- Mia Nihta Ston Paradiso (2000)
- Monos Mou (2001)
- Tosa Deilina (2002)
- Irthe I Ora (2003)
- Tora (2004)
- Ta Kalytera (2005)
- Zoume Megales Stigmes (2006)
- Toses Meres Toses Nixtes (2007)
- Se Perimeno (2008)
- I Skepsi Mou Mono (2011)

### Singlar
- Mazi Sou I Thanatos (2012)
- Horis Esena (2012)
- Den Xereis Ti Theleis (2013)
- Parexigisi (2013)
- Anatropi (2013)
- Den Dikaiologeitai (2014)
- Ximeromata (2015)
- Einai Proti Fora (2017)
- Hameno Paidi (2017)
- Mia Fora (2018)
- Elyne Kai Edene (2019)
- Oi Anthropoi Allazoun (2021)
- Allaxane Ola (2023)